# Stadion Jedności Magrebu
Stadion Jedności Magrebu (arab. ملعب الوحدة المغاربية)  – wielofunkcyjny stadion w mieście Bidżaja w Algierii. Jest on używany głównie dla meczów piłki nożnej i jest stadionem domowym dla klubów JSM Bejaïa i MO Béjaïa. Stadion posiada 24 000 miejsc.